# São Domingos de Rana
São Domingos de Rana – dawna parafia (freguesia) Cascais, w Portugalii. W 2011 zamieszkiwało ją 57 502 mieszkańców, na obszarze 20,36 km².